# Hold Me (Farid Mammadov-dal)
A Hold Me (magyarul: Ölelj át!) egy dal, mely Azerbajdzsánt képviselte a 2013-as Eurovíziós Dalfesztiválon Malmőben. A dalt az azeri Farid Mammadov adta elő angol nyelven.

## Az Eurovíziós Dalfesztivál
Farid Mammadov ezzel a dallal nyerte meg az Ictimai TV köztelevízió nemzeti döntőjét 2013. március 14-én.
Az Eurovíziós Dalfesztiválon a dalt először a május 16-án megrendezett második elődöntőben adta elő, a fellépési sorrendben negyedikként a macedón Esma és Lozano Pred da se razdeni című dala után, és a finn Krista Siegfrids Marry Me című dala előtt. Az elődöntőben 139 ponttal az első helyen végzett, így továbbjutott a döntőbe.
A május 18-án rendezett döntőben a fellépési sorrendben huszadikként adta elő az izlandi Eythor Ingi Ég á líf című dala után, és a görög Koza Mostra és Agathon Iakovidis Alcohol Is Free című dala előtt. A szavazás során 234 pontot szerzett, tíz országtól begyűjtve a maximális 12 pontot. Ez a második helyet jelentette a huszonhat fős mezőnyben.

## Slágerlistás helyezések
| Slágerlisták (2013) | Lh.* |
| ------------------- | ---- |
| Görögország         | 12.  |

*Lh. = Legjobb helyezés.